# Be Mad
Be Mad és un canal espanyol de televisió en obert, operat per Mediaset España i fundat el 21 d'abril de 2016.

## Història
Després que el Consell de Ministres atorgués a Mediaset España una de las tres llicències de TDT en alta definició, les quals es va adjudicar el 16 d'octubre de 2015 junt a las altres tres llicències en definició estàndard, el grup audiovisual va llençar, a mode de proves, Boing HD. Més tard, va canviar-la per Energy HD fins que, finalment, es va anunciar el nom del nou canal: Be Mad. Aquest va començar les seves emissions el 21 d'abril de 2016.
Després de més de sis anys com canal de telerealitat i reposicions de programes de Cuatro i Telecinco, a la tardor de 2022 Mediaset España va convertir Be Mad en un canal de cine, aprofitant els acords cinematogràfics amb productores com Walt Disney Pictures, Sony Pictures, Universal Pictures, Warner Bros. o StudioCanal.

## Programació
En els seus inicis, Be Mad englobava la seva programació en diferents contenidors, com Be Mad Travel, Be Mad Nature, Be Mad Mechanic, Be Mad Planet, Be Mad Investigation, Be Mad Extreme, Be Mad Food, Be Mad Live!, Be Mad History, Be Mad Movies, Be Mad Science, Be Mad Mystery i Be Mad Sports.
Des de la tardor de 2022, Be Mad es dedica exclusivament al setè art. Entre la oferta de cine anunciada, destaquen pel·lícules com Apocalypse Now, Encontres a la tercera fase, Instint bàsic, Lawrence d'Aràbia, la saga de El planeta dels simis, Batman, El pont del riu Kwai, Tauró o Els Goonies, d'un catàleg de més dos-cents llargmetratges.